# Je crois en Marge
 (octobre 2024).
Si vous disposez d'ouvrages ou d'articles de référence ou si vous connaissez des sites web de qualité traitant du thème abordé ici, merci de compléter l'article en donnant les références utiles à sa vérifiabilité et en les liant à la section « Notes et références ».
Je crois en Marge (In Marge We Trust) est le 22e épisode de la saison 8 de la série télévisée d'animation Les Simpson.

## Synopsis
Pendant la messe, les sermons du révérend Lovejoy endorment toute l'assemblée. De retour à la maison, Homer et les enfants vont jeter le sapin de Noël qui commence à se faire vieux. Pendant ce temps-là, Marge rend visite au révérend et lui suggère de se montrer plus à l'écoute de ses paroissiens. De son côté, à la décharge, Bart trouve un emballage pour un nettoyant japonais qui semble arborer la tête d'Homer. Lovejoy raconte à Marge que lorsqu'il est arrivé à Springfield, il était bien décidé à relever ses manches pour aider son prochain, mais voilà que Ned Flanders a fait irruption dans sa vie et l'a découragé. Il propose alors à Marge de faire du bénévolat et de s'occuper des appels. Cela lui vaut un succès immédiat, tandis que le révérend Timothy Lovejoy sombre dans la déprime.